# Stenorrhynchos
Stenorrhynchos ist eine Gattung aus der Familie der Orchideen (Orchidaceae). Sie enthält fünf Arten, die in Mittel- und Südamerika beheimatet sind.

## Beschreibung
Die Stenorrhynchos-Arten sind krautige Pflanzen. Die Wurzeln stehen büschelweise beisammen, sie sind fleischig, gestielt zylindrisch bis spindelförmig verdickt, behaart. Die Blätter formen eine grundständige Rosette, selten stehen sie im unteren Bereich des Stängels verteilt. Die Blattform ist oval bis lanzettlich, vorne spitz bis lang ausgezogen, der Blattgrund läuft keilförmig in einen Blattstiel aus.
Der endständige, traubige Blütenstand ist unbehaart. Der Blütenstandsstiel wird von großen Hochblättern umhüllt. Die zahlreichen, dicht beieinander stehenden Blüten sind resupiniert, ohne Duft, ihre Farbe ist rot. Die lanzettlichen Tragblätter sind ebenfalls rot gefärbt. Der unbehaarte Fruchtknoten ist schief keulenförmig bis oval, sitzend oder kurz gestielt, etwas verdreht. Die Sepalen sind einander gleich geformt, frei, parallel zueinander stehend und so eine Röhre formend, fest aneinander anliegend, die Spitzen weisen nach außen. Das dorsale Sepal ist konkav und nicht mit der Säule verwachsen. Die seitlichen Sepalen sind an der Basis leicht asymmetrisch, dort etwas ausgebeult, auf der Außenseite längs gekielt. Die Petalen haften dem dorsalen Sepal an, ihre Spitze ist nicht frei. Die Lippe ist sitzend, an der Basis schüsselförmig mit seitlichen, als halbmondförmige Verdickungen hervortretenden Nektardrüsen. Die Spreite der Lippe ist rinnig gebogen, so dass die Seiten der Säule anhaften. Die Spitze der Lippe ist herabgebogen. An der Basis ist die Lippe außen behaart, in der Mitte ist sie innen behaart. Die Säule ist kurz und dick, leicht keulenförmig, behaart, mit deutlich asymmetrischer Basis, die über die Ansatzstelle am Fruchtknoten hinausreicht („Säulenfuß“, dieser Teil ist weniger oder gar nicht behaart). Die Narbe ist rund bis halbrund. Das Staubblatt ist schmal-oval bis lanzettlich, mit herzförmiger Basis, vorne spitz. Die weißlichen Pollinien sind linealisch-keulenförmig mit recht langer, linealisch-lanzettlicher, grauer Klebscheibe (Viscidium). Das Trenngewebe zwischen Staubblatt und Narbe (Rostellum) ist steif, linealisch und spitz. Die Kapselfrucht ist oval.

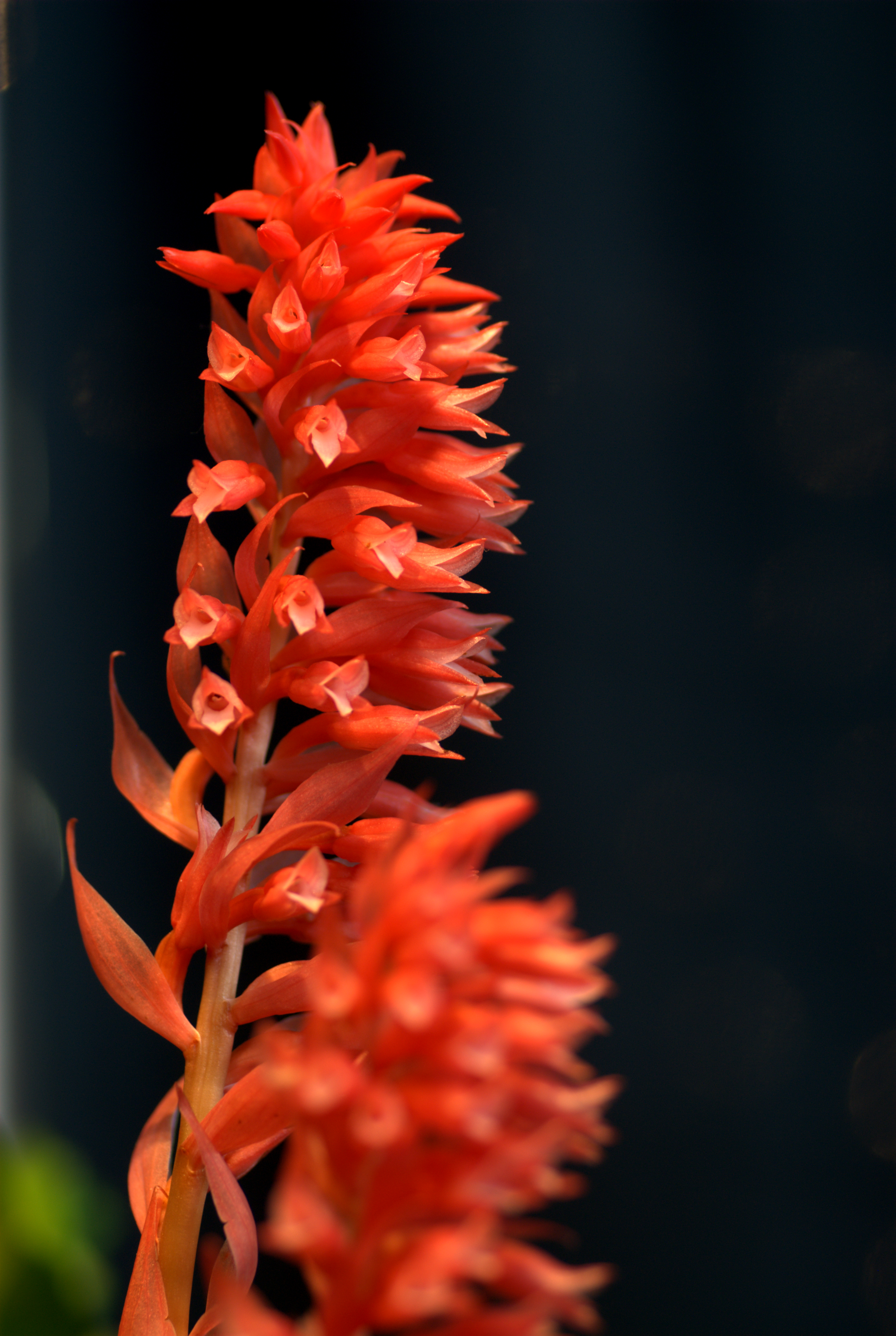
Stenorrhynchos speciosum

Die Chromosomenzahl beträgt 2n=46.

## Vorkommen
Stenorrhynchos ist von Mexiko über Mittelamerika und die Karibik sowie in den Anden Südamerikas verbreitet. Sie kommen bis in Höhenlagen von 600 bis 3000 Meter vor, Stenorrhynchos vaginatum besiedelt höhere Lagen bis 4200 Meter. Diese Art wächst an steinigen Hängen und im Páramo, die anderen Arten in immerfeuchten Wäldern. Bis auf Stenorrhynchos speciosum, welches meist epiphytisch wächst, sind die Arten terrestrisch.

## Systematik und botanische Geschichte
Stenorrhynchos wird innerhalb der Tribus Cranichideae in die Subtribus Spiranthinae eingeordnet. Die Gattung wurde 1826 von Curt Sprengel in Systema vegetabilium [Caroli Linnaei ... ]. Editio decima sexta 16. Auflage, Band 3, Seize 677 beschrieben. Der Name leitet sich aus dem griechischen στενός stenos, „schmal“ und ρύγχος  rhynchos, „Schnauze“, ab und bezieht sich auf das schmale Rostellum. Typusart ist Stenorrhynchos speciosum. Sehr viele Arten der Spiranthinae mit spitzem, steifem Rostellum wurden in Stenorrhynchos eingeordnet. Garays Revision von 1982 fasste die Gattung wesentlich enger, mit nur noch neun Arten. Von diesen wurden 2002 von Gerardo Salazar und Soto Arenas etliche in die Gattung Dichromanthus gestellt; 2005 wurden von Christenson drei neue Arten beschrieben. Verwandte Gattungen sind Eltroplectris, Mesadenella, Sacoila und Thelyschista.
Folgende Arten sind in der Gattung Stenorrhynchos enthalten:
- Stenorrhynchos albidomaculatum Christenson: Sie kommt in Kolumbien und Venezuela vor.[3]
- Stenorrhynchos austrocompactum Christenson: Sie kommt im nördlichen Peru vor.[3]
- Stenorrhynchos glicensteinii Christenson: Sie kommt in Mexiko und Costa Rica vor.[3]
- Stenorrhynchos speciosum (Jacq.) Rich.: Sie kommt von Mexiko bis Peru und auf Inseln in der Karibik vor.[3]
- Stenorrhynchos vaginatum (Kunth) Spreng.: Sie kommt in Kolumbien, Ecuador, Peru und Venezuela vor.[3]